# Lycée Saint-Louis-de-Gonzague
O Lycée Saint-Louis-de-Gonzague (abreviado como SLG) é uma instituição de ensino católica privada sob contrato de associação com o Estado, vulgarmente conhecido como "Franklin" em referência à rua onde se localiza, no 16º arrondissement de Paris. Fundado em 1894, é colocado sob a supervisão dos jesuítas e proporciona educação desde o jardim-de-infância até às aulas preparatórias. É reconhecido pela sua excelência acadêmica.